# 第1施設大隊
第1施設大隊（だいいちしせつだいたい、英:JGSDF 1st Engineer Battalion(Combat)）は、陸上自衛隊朝霞駐屯地（東京都練馬区）に駐屯する第1師団隷下の施設科部隊である。

## 概要
大隊長は2等陸佐が充てられ師団隷下部隊に対する施設作業を担任する。なお、施設大隊長は師団司令部の施設課長を兼務している。

## 沿革
第1管区隊第1施設大隊
- 1951年（昭和26年）5月1日：警察予備隊第1管区隊第1施設大隊が豊川駐屯地において編成完結。
- 1952年（昭和27年）1月5日：第510施設大隊が福知山駐屯地から豊川駐屯地に移駐し、第1施設大隊に、従来の第1施設大隊は第510施設大隊にそれぞれ改編[1]。
- 1954年（昭和29年）2月15日：第1施設大隊が南古河駐屯地に移駐[1]。
- 1961年（昭和36年）8月17日：北古河駐屯地と南古河駐屯地が併合され、古河駐屯地となる。

第1師団第1施設大隊
- 1962年（昭和37年）1月18日：第1管区隊から第1師団への改編により、第1師団第1施設大隊が古河駐屯地で編成完結。
- 2001年（平成13年）3月2日：第1施設大隊が古河駐屯地から朝霞駐屯地に移駐。
- 2002年（平成14年）3月27日：後方支援体制変換に伴い、整備部門を第1後方支援連隊第1整備大隊施設整備隊へ移管。
- 2011年（平成23年）4月22日：第4施設中隊を廃止。
- 2021年（令和3年）7月：熱海市伊豆山土石流災害（静岡県熱海市）への災害派遣[2]。

## 部隊編成
- 第1施設大隊本部
- 本部管理中隊「1施-本」
- 第1施設中隊「1施-1」
- 第2施設中隊「1施-2」
- 第3施設中隊「1施-3」

## 整備支援部隊
- 第1後方支援連隊第1整備大隊施設整備隊「1後支-1整-施」（朝霞駐屯地）：2002年（平成14年）3月27日から

## 主要装備
- 70式地雷原爆破装置
- 89式地雷原探知機セット
- 75式ドーザ
- 中型ドーザ
- 大型ドーザ
- グレーダ
- 掩体掘削機
- 資材運搬車
- バケットローダ
- トラッククレーン
- 軽徒橋
- 07式機動支援橋
- 1/2tトラック / 73式小型トラック
- 1 1/2tトラック / 73式中型トラック
- 3 1/2tトラック / 73式大型トラック
- 7tトラック / 74式特大型トラック
- 89式5.56mm小銃
- 5.56mm機関銃MINIMI
- 12.7mm重機関銃
- 84mm無反動砲
- 110mm個人携帯対戦車弾

## 警備隊区
- 東京都八王子市、青梅市、町田市、日野市、福生市、羽村市、あきる野市、西多摩郡瑞穂町、西多摩郡日の出町、西多摩郡檜原村、西多摩郡奥多摩町[3]